# Landtagswahl in Niederösterreich 1927

Die Sitzverteilung im Landtag nach der Wahl

Die Landtagswahl in Niederösterreich des Jahres 1927 fand am 24. April statt. Am gleichen Tag wählte Österreich einen neuen Nationalrat, St. Pölten und Wiener Neustadt zusätzlich einen Gemeinderat.
Gewinner der Wahl war die Einheitsliste, die 38 der 60 Mandate erhielt (davon 33 die dominanten Christlichsozialen und 5 die Großdeutschen). Die Sozialdemokratische Arbeiterpartei erhielt 21 Mandate, der aus einer Spaltung der Großdeutschen Volkspartei hervorgegangene Landbund erhielt ein Mandat.

## Antretende Parteien

Wahlzettel, von der Reichspost vorausgefüllt für die Einheitsliste

Es gab vier Wahlkreise, die den Vierteln des Landes entsprachen. Insgesamt bemühten sich sechs Parteien um die 60 Mandate im niederösterreichischen Landtag.
In allen vier Wahlkreisen trat eine Einheitsliste aus Christlichsozialer Partei (CS), Großdeutscher Volkspartei (GDVP), Mittelständischer Volkspartei und der nationalsozialistischen Schulzgruppe an. Auch die Sozialdemokratische Arbeiterpartei (SDAP) und der Landbund traten bundeslandweit an.
Die Kommunistische Partei Deutsch-Österreichs (KPDÖ) trat in allen Wahlkreisen außer dem Viertel ober dem Mannhartsberg an, konnte aber keine Mandate erreichen. Weiters trat das Wahlbündnis Völkischsozialer Block (VSB), an dem die Nationalsozialistische Deutsche Arbeiterpartei (NSDAP-Hitlerbewegung) beteiligt war, in den Kreisen Viertel ober dem Manhartsberg und Viertel ober dem Wienerwald an. In den beiden anderen Wahlkreisen trat die NSDAP-Hitlerbewegung eigenständig an.

## Ergebnis
Die Einheitsliste gewann die Wahl eindeutig mit 38 erreichten Mandaten. Gemeinsam mit den Mandaten der Großdeutschen Volkspartei gewann sie so zwei Sitze dazu. Die Sozialdemokratische Arbeiterpartei verlor ein Mandat und erreichte 21 Sitze. Der Landbund, der durch die Abspaltung zweier Mandatare der Großdeutschen Volkspartei entstand, verlor ein Mandat und erhielt einen Sitz. Die restlichen antretenden Parteien erreichten keinen Platz im Landtag.
Bei der konstituierenden Sitzung des Landtages am 20. Mai wurde Karl Buresch als Landeshauptmann bestätigt, seine Stellvertreter wurden Josef Reither und Oskar Helmer. Als Landesräte wurden Leopold Barsch, Rudolf Beirer, Viktor Mittermann und Heinrich Schneidmadl angelobt.

### Vorläufiges Wahlergebnis
Um die teilweise großen Unterschiede in den Wahlkreisen darzustellen, ist nachfolgend das vorläufiges Wahlergebnis vom 26. April 1927 dargestellt.
| Partei        | Gesamt  | Gesamt  | Gesamt | Viertel ober dem Manhartsberg | Viertel ober dem Manhartsberg | Viertel ober dem Manhartsberg | Viertel unter dem Manhartsberg | Viertel unter dem Manhartsberg | Viertel unter dem Manhartsberg | Viertel ober dem Wienerwald | Viertel ober dem Wienerwald | Viertel ober dem Wienerwald | Viertel unter dem Wienerwald | Viertel unter dem Wienerwald | Viertel unter dem Wienerwald |
| Partei        | Stimmen | %       | Mand.  | Stimmen                       | %                             | Mand.                         | Stimmen                        | %                              | Mand.                          | Stimmen                     | %                           | Mand.                       | Stimmen                      | %                            | Mand.                        |
| Einheitsliste | 474.046 | 58,03 % | 38     | 91.591                        | 64,94 %                       | 8                             | 125.675                        | 69,82 %                        | 11                             | 127.376                     | 63,09 %                     | 10                          | 129.404                      | 44,01 %                      | 9                            |
| SDAP          | 307.036 | 37,58 % | 21     | 34.312                        | 24,32 %                       | 3                             | 45.446                         | 25,25 %                        | 3                              | 69.355                      | 34,35 %                     | 5                           | 157.923                      | 53,71 %                      | 10                           |
| Landbund      | 23.684  | 2,90 %  | 1      | 11.527                        | 8,17 %                        | 1                             | 7.529                          | 4,18 %                         | 0                              | 3.373                       | 1,67 %                      | 0                           | 1.255                        | 0,43 %                       | 0                            |
| VSB           | 4.877   | 0,60 %  | 0      | 3.605                         | 2,56 %                        | 0                             | –                              | –                              | –                              | 1.272                       | 0,63 %                      | 0                           | –                            | –                            | –                            |
| NSDAP         | 4.033   | 0,49 %  | 0      | –                             | –                             | –                             | 1.136                          | 0,63 %                         | 0                              | –                           | –                           | –                           | 2.897                        | 0,99 %                       | 0                            |
| KPÖ           | 3.264   | 0,40 %  | 0      | –                             | –                             | –                             | 209                            | 0,12 %                         | 0                              | 517                         | 0,26 %                      | 0                           | 2.538                        | 0,86 %                       | 0                            |
| Gesamt        | 816.940 |         | 60     | 141.035                       |                               | 12                            | 179.995                        |                                | 14                             | 201.893                     |                             | 15                          | 294.017                      |                              | 19                           |

### Amtliches Endergebnis

Das amtliche Endergebnis

| Partei        | Partei   | Endergebnis 1927 | Endergebnis 1927 | Endergebnis 1927 | Endergebnis 1921 | Endergebnis 1921 | Endergebnis 1921 | Differenz | Differenz | Differenz |
| Partei        | Partei   | Stimmen          | %                | Mand.            | Stimmen          | %                | Mand.            | Stimmen   | %         | Mand.     |
| Einheitsliste | CS       | 474.283          | 58,0 %           | 38               | 320.781          | 49,2 %           | 32               | + 71.430  | - 3,8 %   | + 2       |
| Einheitsliste | GDVP     | 474.283          | 58,0 %           | 38               | 82.072           | 12,6 %           | 6                | + 71.430  | - 3,8 %   | + 2       |
| SDAP          | SDAP     | 307.005          | 37,6 %           | 21               | 241.015          | 36,9 %           | 22               | + 65.990  | + 0,7 %   | - 1       |
| Landbund      | Landbund | 23.597           | 2,9 %            | 1                | –                | –                | –                | + 23.597  | + 2,9 %   | - 1       |
| VSB           | VSB      | 4.875            | 0,6 %            | 0                | –                | –                | –                | + 4.875   | + 0,6 %   | ± 0       |
| NSDAP         | NSDAP    | 4.012            | 0,5 %            | 0                | 1.909            | 0,3 %            | 0                | + 2.103   | + 0,2 %   | ± 0       |
| KPÖ           | KPÖ      | 3.275            | 0,4 %            | 0                | 5.477            | 0,9 %            | 0                | - 2.202   | - 0,5 %   | ± 0       |
| Gesamt        | Gesamt   | 817.047          | 100 %            | 60               | 652.258          | 100 %            | 60               | + 164.789 |           |           |